# 310652 Hansjorgdittus
310652 Hansjorgdittus este o planetă minoră (asteroid) din centura de asteroizi. A fost descoperită pe 4 februarie 2002 la stazione osservativa di Asiago Cima Ekar⁠(d) de . 
Obiectul prezintă o orbită caracterizată de o semiaxă mare de 3,0117860121286 UAi, o excentricitate de 0,054514850206824, o înclinație de 8,4141504944002 ° în raport cu ecliptica.